# Farchtnersee
Farchtnersee är en sjö i Österrike.   Den ligger i förbundslandet Kärnten, i den centrala delen av landet, 280 km sydväst om huvudstaden Wien. Farchtnersee ligger 995 meter över havet.
I omgivningarna runt Farchtnersee växer i huvudsak blandskog. Runt Farchtnersee är det ganska glesbefolkat, med 48 invånare per kvadratkilometer.